# Bituruna
Bituruna är en kommun i Brasilien.   Den ligger i delstaten Paraná, i den södra delen av landet, 1 200 km söder om huvudstaden Brasília. Antalet invånare är 15 883.
I omgivningarna runt Bituruna växer i huvudsak städsegrön lövskog. Runt Bituruna är det glesbefolkat, med 14 invånare per kvadratkilometer.